# Rally van Zweden 1976
De Rally van Zweden 1976, officieel 26th International Swedish Rally, was de 26ste editie van de Rally van Zweden en de tweede ronde van het Wereldkampioenschap Rally in 1976. Het was de 33ste rally van het FIA Wereldkampioenschap Rally.

## Resultaten
| Top tien klassement | Top tien klassement | Top tien klassement                   | Top tien klassement                    | Top tien klassement | Top tien klassement | Top tien klassement | Top tien klassement |
| Pos                 | Nr.                 | Rijder / Navigator                    | Auto / Inschrijving                    | Gr.                 | Tijd                | Verschil            | Punten              |
| ------------------- | ------------------- | ------------------------------------- | -------------------------------------- | ------------------- | ------------------- | ------------------- | ------------------- |
| 1                   | 4                   | Per Eklund Björn Cederberg            | Saab 96 V4 Saab Scania                 | 4                   | 08:08.26            | 0.00                | -                   |
| 2                   | 2                   | Stig Blomqvist Hans Sylvan            | Saab 96 V4 Saab Scania                 | 4                   | 08:10.02            | + 1.36              | -                   |
| 3                   | 7                   | Anders Kulläng Claes-Göran Andersson  | Opel Ascona Anders Kulläng             | 4                   | 08:31.10            | + 22.44             | -                   |
| 4                   | 3                   | Simo Lampinen Arne Hertz              | Lancia Stratos HF Lancia Alitalia      | 4                   | 08:45.48            | + 37.22             | -                   |
| 5                   | 85                  | Ulf Sundberg Mats Nordström           | Saab 99 EMS Ulf Sundberg               | 2                   | 08:58.35            | + 50.09             | -                   |
| 6                   | 6                   | Lars Carlsson Bob de Jong             | Opel Kadett GT/E Lars Carlsson         | 4                   | 09:01.06            | + 52.40             | -                   |
| 7                   | 63                  | Sören Skanse Anders Johansson         | Volvo 142 Ulf Sundberg                 | 4                   | 09:05.37            | + 57.11             | -                   |
| 8                   | 58                  | Sven-Inge Neby Gunnar Hendriksson     | Volvo 142 Ulf Sundberg                 | 4                   | 09:06.07            | + 57.41             | -                   |
| 9                   | 163                 | Åke Gustavsson Göran Gustavsson       | Saab 99 EMS Åke Gustavsson             | 2                   | 09:07.30            | + 59.04             | -                   |
| 10                  | 61                  | Kaj Fyhrqvist Leif Malmström          | Opel Ascona Kaj Fyhrqvist              | 4                   | 09:16.01            | + 1:07.35           | -                   |
| Niet aan de finish  |                     |                                       |                                        |                     |                     |                     |                     |
| Pos                 | Nr.                 | Rijder / Navigator                    | Auto / Inschrijving                    | Gr.                 | KP                  | Reden               | Punten              |
| NF                  | 1                   | Björn Waldegård Hans Thorszelius      | Lancia Stratos HF Lancia Alitalia      | 4                   | -                   | ongeluk             | -                   |
| NF                  | 5                   | Bernard Fiorentino Jean-Jacques Lenne | Simca 1000 Bernard Fiorentino          | 2                   | -                   | tank                | -                   |
| NF                  | 8                   | Per-Inge Walfridsson Kjell Nilsson    | Lancia Stratos HF Per-Inge Walfridsson | 4                   | -                   | ongeluk             | -                   |
| NF                  | 9                   | John Haugland Fred Gallagher          | Škoda 130S John Haugland               | 2                   | -                   | transmissie         | -                   |
| NF                  | 19                  | Ingvar Carlsson Sven-Roine Hasselberg | BMW 2002 Ingvar Carlsson               | 4                   | -                   | motor               | -                   |
| NF                  | 27                  | Bror Danielsson Klas Edqvist          | Opel Kadett GT/E Bror Danielsson       | 2                   | -                   | uitgesloten         | -                   |

## Stand

### Constructeurskampioenschap
| Pos | Constructeur | MON | SWE | POR | KEN | GRE | MAR | FIN | ITA | FRA | GBR | Pts |
| --- | ------------ | --- | --- | --- | --- | --- | --- | --- | --- | --- | --- | --- |
| 1   | Lancia       | 20  | 10  |     |     |     |     |     |     |     |     | 30  |
| 2   | Opel         | 10  | 12  |     |     |     |     |     |     |     |     | 22  |
| 3   | Saab         |     | 20  |     |     |     |     |     |     |     |     | 20  |
| 4   | Ford         | 8   |     |     |     |     |     |     |     |     |     | 8   |
| 5   | Fiat         | 6   |     |     |     |     |     |     |     |     |     | 6   |
| 6   | Porsche      | 5   |     |     |     |     |     |     |     |     |     | 5   |
| 7   | Volvo        |     | 4   |     |     |     |     |     |     |     |     | 4   |
| 8   | Alfa Romeo   | 1   |     |     |     |     |     |     |     |     |     | 1   |